# Stazione di Castellino sul Biferno
La stazione di Castellino sul Biferno era una fermata ferroviaria, posta sulla ferrovia Termoli-Campobasso, che serviva il comune di Castellino sul Biferno. È situata nel territorio comunale di Matrice.

## Storia
La fermata fu attivata il 1º novembre 1940, con la denominazione di "Castellino del Littorio", mutata nel 1947 in "Castellino sul Biferno". Venne soppressa, insieme ad altri impianti della linea, il 15 dicembre 2001.